# اغتيال جون لينون
في مساء يوم 8 ديسمبر 1980، أطلِق الرصاص على الموسيقي الإنجليزي جون لينون، عضو فرقة البيتلز سابقًا، وأصيب بجروح قاتلة في ممر داكوتا، مقر إقامته في مدينة نيويورك. كان قاتله مارك ديفيد تشابمان، أحد محبي فرقة البيتلز الأمريكي الذي سافر من هاواي. قال تشابمان إنه كان غاضبًا من أسلوب حياة لينون وتصريحاته العلنية، خاصة ملاحظته التي حظيت بتغطية إعلامية كبيرة حول كون فرقة البيتلز «أكثر شعبية من يسوع» وكلمات أغانيه اللاحقة «الله، غاد» و«تخيل، إماجين». قال تشابمان أيضًا إن شخصية هولدن كولفيلد الخيالية من رواية الحارس في حقل الشوفان للكاتب جيروم ديفيد سالينجر قد ألهمته.
خطط تشابمان للقتل لعدة أشهر وانتظر لينون في داكوتا صباح يوم 8 ديسمبر. خلال المساء التقى لينون، الذي وقع نسخته من ألبوم خيال مضاعف. غادر لينون مع زوجته، يوكو أونو، لحضور جلسة تسجيل في ريكورد بلانت. في وقت لاحق من تلك الليلة، عاد لينون وأونو إلى داكوتا. أثناء سيرهم نحو مدخل المبنى، أطلق تشابمان خمس رصاصات مجوفة من مسدس دوار عيار 0.38، أربعة منها أصابت لينون في ظهره. ظل تشابمان في مكان الحادث يقرأ الحارس في حقل الشوفان حتى ألقي القبض عليه. نُقل لينون إلى مستشفى روزفلت في سيارة شرطة وأعلنوا وفاته فور وصوله. كان عمره 40 سنة.
خيم الحزن على جميع أنحاء العالم على نحو غير مسبوق. تجمعت الحشود في مستشفى روزفلت وأمام داكوتا. وضع الناس في المباني المجاورة شموعًا مضاءة في نوافذهم، وانتحر ثلاثة من محبي البيتلز الأقل. أحرِقت جثة لينون في مقبرة فيرنكليف في هارتسديل، نيويورك. سُلم الرماد لأونو، التي طلبت 10 دقائق من الصمت حول العالم بدلًا من إقامة جنازة. اعترف تشابمان بأنه مذنب بقتل لينون وحُكم عليه بالسجن لمدة 20 عامًا إلى مدى الحياة في سجن شمال ولاية نيويورك. حُرم من الإفراج المشروط 11 مرة منذ أن أصبح مؤهلًا في عام 2000.

## الأحداث التي سبقت الاغتيال

### 8 ديسمبر 1980
ذهبت مصورة البورتريه آني ليبوفيتز إلى شقة الزوجين لينون من أجل جلسة تصوير لمجلة رولينغ ستون. وعدتهما ليبوفيتز بأن صورتهما معًا ستوضع على الغلاف الأمامي للمجلة. التقطت ليبوفيتز عدة صور لجون لينون وحده وكان من المقرر أن تكون واحدة من تلك الصور على الغلاف. قالت ليبوفيتز: «لا أحد يريد (أونو) على الغلاف». أصر لينون على أن يكون هو وزوجته على الغلاف، وبعد التقاط الصور، غادرت ليبوفيتز شقتهما في الساعة 3:30 مساءً. بعد جلسة التصوير، كانت مقابلته الأخيرة مع دي جي ديف شولين في سان فرانسيسكو، من أجل عرض موسيقي بُث على شبكة راديو آر كي أو. في نحو الساعة 5 مساءً، غادر لينون وأونو شقتهما لمزج أغنية «المشي على الجليد الرقيق» (أغنية لأونو ظهر فيها لينون على الغيتار الرئيسي) في استديو ريكورد بلانت، بعد تأخرهما بسبب تأخر سيارة ليموزين.

### مارك ديفيد تشابمان

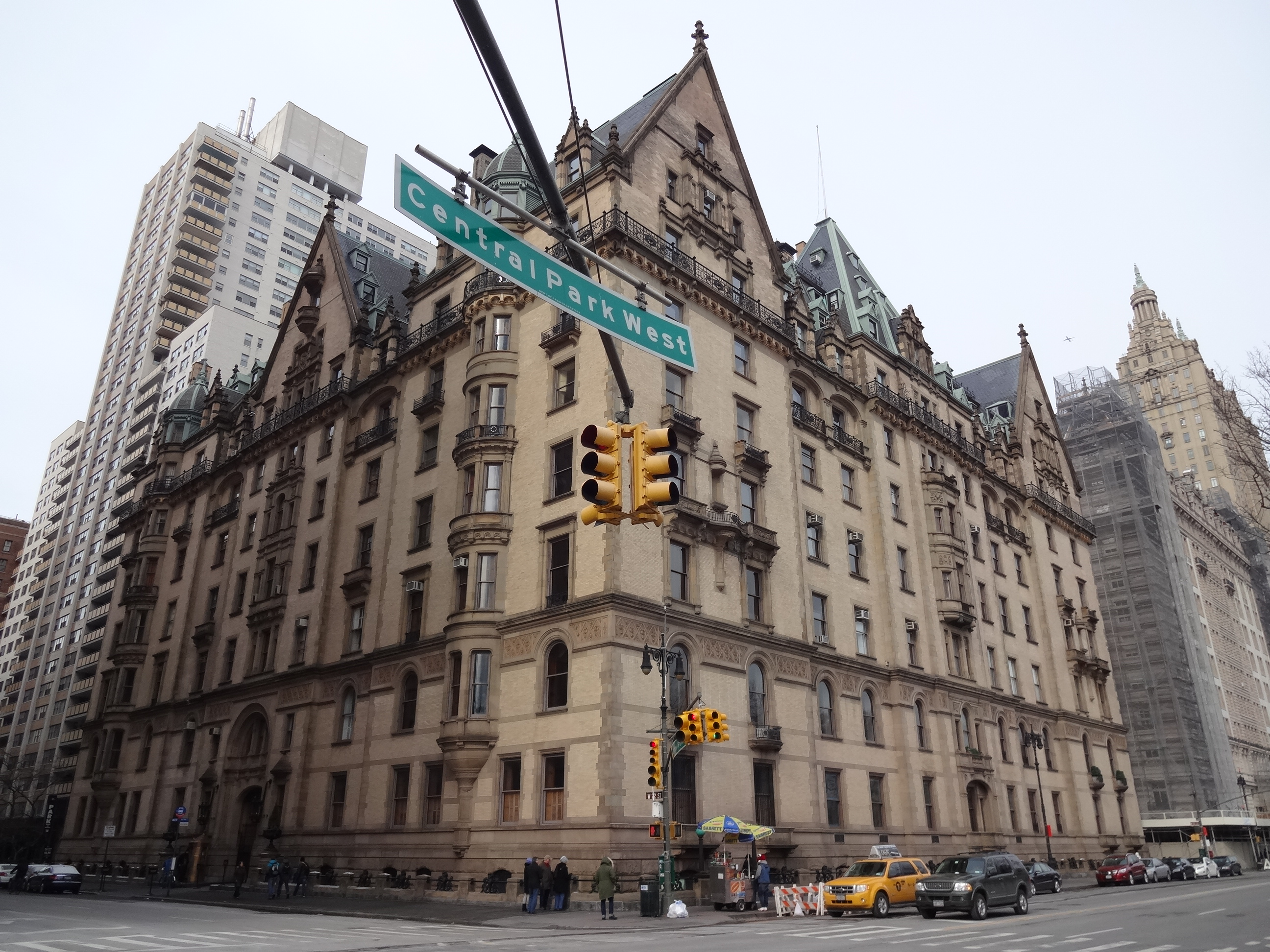
داكوتا ومقر إقامة لينون وموقع جريمة القتل.

مارك ديفيد تشابمان هو حارس أمن سابق يبلغ من العمر 25 عامًا من هونولولو، هاواي، من محبي فرقة البيتلز. ادعى لاحقًا أنه كان غاضبًا من ملاحظة لينون سيئة السمعة والتي حظيت بدعاية كبيرة في عام 1966 التي قال فيها أن الفرقة «أكثر شعبية من يسوع»، وأكدها لينون من خلال كلمات الأغاني لاحقًا. قال تشابمان إنه قرر أن لينون كان «مصطنعًا» وجاء قراره من ازدواجية لينون فكلمات أغنيته الإيثارية «تخيل أنه لا يوجد ممتلكات» لا تتوافق مع أسلوب حياته الفخم وهو ما وضحه كتاب أنتوني فوسيت جون لينون: يوم واحد في كل مرة، الذي نشرته مطبعة غروف في عام 1976. اكتسبت رواية جيروم ديفيد سالينجر الحارس في حقل الشوفان أهمية شخصية كبيرة لتشابمان، لدرجة أنه رغب في أن يصمم حياته على غرار بطل الرواية هولدن كولفيلد. وكان أحد المواضيع الرئيسية للرواية هو غضب كولفيلد من نفاق الكبار و«زيفهم». وحتى وقت الاغتيال، لم يكن لديه أي إدانات جنائية سابقة. قال تشابمان إنه سافر سابقًا إلى نيويورك بنية قتل لينون في أكتوبر، لكنه غير رأيه وعاد إلى المنزل.
عاد تشابمان إلى نيويورك في 6 ديسمبر 1980. في صباح يوم 8 ديسمبر، غادر تشابمان غرفته في فندق شيراتون، تاركًا وراءه أغراضه الشخصية والتي عثرت عليها الشرطة لاحقًا. اشترى نسخة من الحارس في حقل الشوفان كتب فيها «هذا هو بياني»، ووقعها باسم «هولدن كولفيلد». ثم انتظر تشابمان لينون خارج داكوتا في الصباح الباكر وقضى معظم اليوم بالقرب من مدخل داكوتا، وتحدث مع المشجعين والبواب. خلال ذلك الصباح، كان تشابمان مشتت الذهن فلم يرَ لينون يخرج من سيارة الأجرة ويدخل داكوتا. في وقت لاحق من الصباح، التقى تشابمان بمربية عائلة لينون، هيلين سيمان، التي كانت عائدة من نزهة مع ابن لينون شين البالغ من العمر خمس سنوات. صافح تشابمان شين أمام مدبرة المنزل وقال إنه كان فتى جميلًا، مقتبسًا قوله عن أغنية لينون «الفتى الجميل (الفتى المحبوب)».
في نحو الساعة 5:00 مساءً، غادر لينون وأونو داكوتا لحضور جلسة تسجيل في استديوهات ريكورد بلانت. أثناء سيرهم إلى سيارة ليموزين (مشتركة مع طاقم راديو آر كي أو)، اقترب منهم تشابمان. كان أمرًا شائعًا أن ينتظر المشجعون خارج داكوتا لمقابلة لينون وطلب توقيعه. كان لينون يحب أن يلتزم بالتواقيع أو الصور، فالمشجعون كانوا ينتظرون لفترات طويلة من الوقت لمقابلته، وقال أثناء مقابلة أجريت في 6 ديسمبر1980 مع آندي بيبلز من إذاعة بي بي سي: «إن الناس يأتون ويسألون عن التواقيع، أو يقولون «مرحبًا»، ولكنهم لا يزعجونك». طلب تشابمان من لينون التوقيع على نسخة من ألبومه، الخيال المضاعف. قال تشابمان: «لقد كان لطيفًا جدًا معي. ولسخرية القدر، كان لطيفًا جدًا وصبورًا معي. كانت سيارة الليموزين تنتظر... وأخذ وقته معي وحصل على القلم ووقع ألبومي. سألني إذا كنت بحاجة إلى أي شيء آخر. قلت: «لا، لا يا سيدي». ومشى بعيدًا. إنه رجل ودود ومحترم جدًا». في عام 1992 قال تشابمان إنه شعر أن لينون عرف أن هناك شيئًا مريبًا بشأنه. التقط المصور بول غوريش وهو من معجبي لينون صورة لينون وهو يوقع ألبوم تشابمان. في مقابلة لاحقة، قال تشابمان إنه حاول إقناع غوريش بالبقاء وأنه طلب من إحدى معجبات لينون الأخريات اللواتي بقينّ عند مدخل المبنى الخروج معه في تلك الليلة. وذكر أنه لو قبلت الفتاة دعوته أو بقي غوريش، لم يكن ليقتل لينون في ذلك المساء، لكنه ربما كان سيحاول في يوم آخر. منذ ذلك الحين، قدم تشابمان اعتذارات علنية بشأن «عمله المشين» تجاه لينون.